# Copa dos Países Baixos de Futebol de 2022–23
A Copa KNVB de 2022–23 é a 105ª edição dessa competição neerlandesa de futebol organizada pela KNVB, iniciada em 13 de agosto de 2022, com seu término programado para 30 de abril de 2023 com a final sendo jogada no Estádio De Kuip em Roterdã.
PSV Eindhoven é o atual campeão da competição e, portanto, defensor do título.

## Calendário
| Etapa                     | Sorteio                 | Data das Partidas                  |
| ------------------------- | ----------------------- | ---------------------------------- |
| Primeiro round preliminar | 19 de julho de 2022     | 13 de agosto de 2022               |
| Segundo Round preliminar  | 16 de agosto de 2022    | 20–21 de setembro de 2022          |
| Primeira Fase             | 23 de setembro de 2022  | 18–20 de outubro de 2022           |
| Segunda Fase              | 23 de outubro de 2022   | 10–12 de janeiro de 2023           |
| Oitavas de Final          | 14 de janeiro de 2023   | 7–9 de fevereiro de 2023           |
| Quartas de Final          | 11 de fevereiro de 2023 | 28 de fevereiro–2 de março de 2023 |
| Semifinais                | 4 de março de 2023      | 4–5 de abril de 2023               |
| Final                     | 4 de março de 2023      | 30 de abril de 2023                |

## Equipes Participantes

### Eredivisie
| - Ajax                         |
| - AZ Alkmaar                   |
| - Predefinição:Futebol Cambuur |
| - Emmen                        |
| - Excelsior                    |
| - Feyenoord                    |

| - Fortuna Sittard |
| - Go Ahead Eagles |
| - Groningen       |
| - Heerenveen      |
| - NEC             |
| - PSV Eindhoven   |

| - RKC Waalwijk     |
| - Sparta Rotterdam |
| - Twente           |
| - Utrecht          |
| - Vitesse          |
| - Volendam         |

### Eerste Divisie
| - ADO Den Haag  |
| - Almere City   |
| - De Graafschap |
| - Den Bosch     |

| - Dordrecht       |
| - Eindhoven       |
| - Helmond Sport   |
| - Heracles Almelo |

| - MVV Maastricht |
| - NAC Breda      |
| - Oss            |
| - Roda JC        |

| - Telstar   |
| - VVV-Venlo |
| - Willem II |
| - Zwolle    |

### Tweede Divisie
| - AFC                 |
| - Excelsior Maassluis |
| - HHC Hardenberg      |
| - IJsselmeervogels    |

| - Katwijk         |
| - Koninklijke HFC |
| - Kozakken Boys   |
| - Lisse           |

| - Noordwijk        |
| - OFC              |
| - Quick Boys       |
| - Rijnsburgse Boys |

| - Scheveningen |
| - Spakenburg   |
| - TEC          |
| - De Treffers  |

### Derde Divisie
| - ACV             |
| - ADO '20         |
| - ASWH            |
| - Baronie         |
| - Blauw Geel '38  |
| - BVV Barendrecht |
| - DEM             |
| - Dongen          |
| - DOVO            |

| - DVS '33        |
| - Excelsior '31  |
| - Gemert         |
| - Groene Ster    |
| - GVVV           |
| - Harkemase Boys |
| - Hercules       |
| - Hoek           |
| - HSC '21        |

| - HV & CV Quick       |
| - JOS Watergraafsmeer |
| - OJC                 |
| - OSS '20             |
| - Rijnvogels          |
| - RKAV Volendam       |
| - Sparta Nijkerk      |
| - Sportlust '46       |
| - Staphorst           |

| - SteDoCo   |
| - Ter Leede |
| - TOGB      |
| - UDI '19   |
| - UNA       |
| - Unitas    |
| - Urk       |
| - VVOG      |
| - VVSB      |

## Fases Preliminares

### Primeiro Round
| Equipe 1            | Resultado | Equipe 2        |
| ------------------- | --------- | --------------- |
| Staphorst           | 3–0       | TOGB            |
| Hercules            | 5–0       | Ter Leede       |
| JOS Watergraafsmeer | 1–3       | Hoek            |
| OJC                 | 1–2       | Sportlust '46   |
| Groene Ster         | 2–0       | BVV Barendrecht |
| ADO '20             | 4–3 (pro) | VVOG            |

### Segundo Round
| Equipe 1            | Resultado | Equipe 2       |
| ------------------- | --------- | -------------- |
| ASWH                | 1–2       | Kozakken Boys  |
| De Treffers         | 3–1       | Noordwijk      |
| IJsselmeervogels    | 0–0(5–6p) | Hoek           |
| Lisse               | 0–3       | DVS '33        |
| Quick Boys          | 1–2       | Sportlust '46  |
| Rijnvogels          | 1–0       | ACV            |
| Scheveningen        | 1–1(4–5p) | Harkemase Boys |
| DOVO                | 0–1       | Spakenburg     |
| ADO '20             | 3–0       | VVSB           |
| AFC                 | 4–4(4–5p) | Staphorst      |
| Blauw Geel '38      | 4–0       | Baronie        |
| Excelsior Maassluis | 1–2       | Hercules       |
| Gemert              | 1–2 (pro) | Urk            |
| Groene Ster         | 1–3       | HV & CV Quick  |
| Unitas              | 0–0(4–5p) | DEM            |
| GVVV                | 1–0       | Sparta Nijkerk |
| HSC '21             | 2–2(4–5p) | RKAV Volendam  |
| OFC                 | 6–2 (pro) | UDI '19        |
| OSS '20             | 1–2       | Excelsior '31  |
| SteDoCo             | 1–2       | Dongen         |
| TEC                 | 1–0       | UNA            |

## Primeira Fase
Na primeira fase, os 21 vencedores das fases preliminares irão se juntar aos outros 4 clubes amadores, aos 16 times da Eerste Divisie e à 13 times da Eredivisie. Ajax, AZ Alkmaar, Feyenoord, PSV Eindhoven e Twente se classificaram automaticamente para a Segunda Fase devido às suas participações nas competições europeias de clubes. As partidas aconteceram entre 18 e 20 de outubro de 2022.
| Equipe 1         | Resultado | Equipe 2                     |
| ---------------- | --------- | ---------------------------- |
| Eindhoven        | 1–0       | Willem II                    |
| Almere City      | 2–0       | Oss                          |
| Excelsior '31    | 2–3       | ADO Den Haag                 |
| GVVV             | 1–3       | Den Bosch                    |
| Harkemase Boys   | 1–5       | Volendam                     |
| Koninklijke HFC  | 0–1       | Telstar                      |
| Hoek             | 2–4 (pro) | Heerenveen                   |
| Rijnsburgse Boys | 1–3       | De Graafschap                |
| Urk              | 2–0       | Staphorst                    |
| Roda JC          | 2–2(6–7p) | Heracles Almelo              |
| Dordrecht        | 0–3       | Groningen                    |
| ADO '20          | 1–2 (pro) | Emmen                        |
| De Treffers      | 2–0       | RKC Waalwijk                 |
| Excelsior        | 5–1       | MVV Maastricht               |
| Go Ahead Eagles  | 3–1       | Helmond Sport                |
| Kozakken Boys    | 2–2(5–4p) | Vitesse                      |
| Rijnvogels       | 0–3       | Predefinição:Futebol Cambuur |
| Spakenburg       | 2–1       | TEC                          |
| Hercules         | 0–1       | NAC Breda                    |
| NEC              | 3–2       | Fortuna Sittard              |
| Sportlust '46    | 0–3       | Utrecht                      |
| DEM              | 1–4       | Blauw Geel '38               |
| Dongen           | 1–2       | VVV-Venlo                    |
| Katwijk          | 2–1       | DVS '33                      |
| OFC              | 1–3       | Sparta Rotterdam             |
| RKAV Volendam    | 2–4       | HV & CV Quick                |
| HHC Hardenberg   | 0–1       | Zwolle                       |

## Segunda Fase
Na Segunda Fase participa 32 times: os 27 vencedores da fase anterior e os 5 times automaticamente classificados para esta fase. O sorteio desta fase ocorreu no dia 22 de outubro de 2022. As partidas aconteceram entre 10 e 12 de janeiro de 2023.
| Equipe 1         | Resultado | Equipe 2                     |
| ---------------- | --------- | ---------------------------- |
| Twente           | 3–1       | Telstar                      |
| HV & CV Quick    | 1–4       | De Graafschap                |
| Kozakken Boys    | 1–3       | ADO Den Haag                 |
| NAC Breda        | 2–1 (pro) | Eindhoven                    |
| Sparta Rotterdam | 1–2       | PSV Eindhoven                |
| Excelsior        | 1–4       | AZ Alkmaar                   |
| Almere City      | 0–4       | NEC                          |
| Heerenveen       | 2–0       | Volendam                     |
| De Treffers      | 2–0       | Predefinição:Futebol Cambuur |
| VVV-Venlo        | 2–3       | Emmen                        |
| Den Bosch        | 0–2       | Ajax                         |
| Heracles Almelo  | 0–1       | Go Ahead Eagles              |
| Urk              | 0–3       | Katwijk                      |
| Blauw Geel '38   | 1–3       | Utrecht                      |
| Groningen        | 2–3       | Spakenburg                   |
| Feyenoord        | 3–1       | Zwolle                       |

## Fase Final

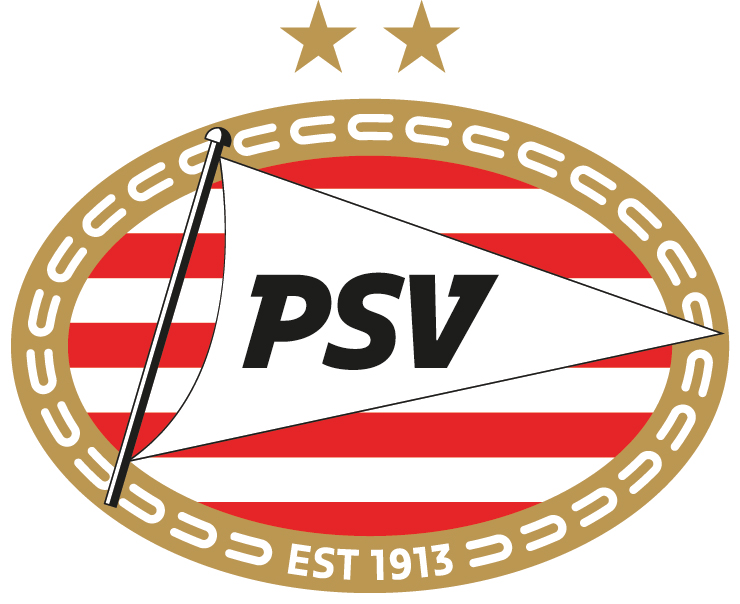
Logo do PSV, vencedor

### Tabelão até a final
|  | Oitavas de final | Oitavas de final |      |               | Quartas de final | Quartas de final |  |            | Semifinais | Semifinais |  |      | Final | Final |
|  |                  |                  |      |               |                  |                  |  |            |            |            |  |      |       |       |
|  | NAC Breda        | 1                |      |               |                  |                  |  |            |            |            |  |      |       |       |
|  | Heerenveen       | 2                |      |               |                  |                  |  |            |            |            |  |      |       |       |
|  | Heerenveen       | 2                |      | Heerenveen    | 0                |                  |  |            |            |            |  |      |       |       |
|  |                  |                  |      | Heerenveen    | 0                |                  |  |            |            |            |  |      |       |       |
|  |                  | Feyenoord        | 1    |               |                  |                  |  |            |            |            |  |      |       |       |
|  | Feyenoord        | Feyenoord        | 1    | 4(5)          |                  |                  |  |            |            |            |  |      |       |       |
|  | Feyenoord        |                  |      | 4(5)          |                  |                  |  |            |            |            |  |      |       |       |
|  | NEC              | 4(3)             |      |               |                  |                  |  |            |            |            |  |      |       |       |
|  | NEC              | 4(3)             |      |               |                  |                  |  | Feyenoord  | 1          |            |  |      |       |       |
|  |                  |                  |      |               |                  |                  |  | Feyenoord  | 1          |            |  |      |       |       |
|  |                  | Ajax             | 2    |               |                  |                  |  |            |            |            |  |      |       |       |
|  | De Graafschap    | Ajax             | 2    | 3             |                  |                  |  |            |            |            |  |      |       |       |
|  | De Graafschap    |                  |      | 3             |                  |                  |  |            |            |            |  |      |       |       |
|  | De Treffers      | 0                |      |               |                  |                  |  |            |            |            |  |      |       |       |
|  | De Treffers      | 0                |      | De Graafschap | 0                |                  |  |            |            |            |  |      |       |       |
|  |                  |                  |      | De Graafschap | 0                |                  |  |            |            |            |  |      |       |       |
|  |                  | Ajax             | 3    |               |                  |                  |  |            |            |            |  |      |       |       |
|  | Twente           | Ajax             | 3    | 0             |                  |                  |  |            |            |            |  |      |       |       |
|  | Twente           |                  |      | 0             |                  |                  |  |            |            |            |  |      |       |       |
|  | Ajax             | 1                |      |               |                  |                  |  |            |            |            |  |      |       |       |
|  | Ajax             | 1                |      |               |                  |                  |  |            |            |            |  | Ajax | 1(2)  |       |
|  |                  |                  |      |               |                  |                  |  |            |            |            |  | Ajax | 1(2)  |       |
|  |                  | PSV Eindhoven    | 1(3) |               |                  |                  |  |            |            |            |  |      |       |       |
|  | AZ Alkmaar       | PSV Eindhoven    | 1(3) | 1             |                  |                  |  |            |            |            |  |      |       |       |
|  | AZ Alkmaar       |                  |      | 1             |                  |                  |  |            |            |            |  |      |       |       |
|  | Utrecht          | 2                |      |               |                  |                  |  |            |            |            |  |      |       |       |
|  | Utrecht          | 2                |      | Utrecht       | 1                |                  |  |            |            |            |  |      |       |       |
|  |                  |                  |      | Utrecht       | 1                |                  |  |            |            |            |  |      |       |       |
|  |                  | Spakenburg       | 4    |               |                  |                  |  |            |            |            |  |      |       |       |
|  | Spakenburg       | Spakenburg       | 4    | 1(4)          |                  |                  |  |            |            |            |  |      |       |       |
|  | Spakenburg       |                  |      | 1(4)          |                  |                  |  |            |            |            |  |      |       |       |
|  | Katwijk          | 1(1)             |      |               |                  |                  |  |            |            |            |  |      |       |       |
|  | Katwijk          | 1(1)             |      |               |                  |                  |  | Spakenburg | 1          |            |  |      |       |       |
|  |                  |                  |      |               |                  |                  |  | Spakenburg | 1          |            |  |      |       |       |
|  |                  | PSV Eindhoven    | 2    |               |                  |                  |  |            |            |            |  |      |       |       |
|  | PSV Eindhoven    | PSV Eindhoven    | 2    | 3             |                  |                  |  |            |            |            |  |      |       |       |
|  | PSV Eindhoven    |                  |      | 3             |                  |                  |  |            |            |            |  |      |       |       |
|  | Emmen            | 1                |      |               |                  |                  |  |            |            |            |  |      |       |       |
|  | Emmen            | 1                |      | PSV Eindhoven | 3                |                  |  |            |            |            |  |      |       |       |
|  |                  |                  |      | PSV Eindhoven | 3                |                  |  |            |            |            |  |      |       |       |
|  |                  | ADO Den Haag     | 1    |               |                  |                  |  |            |            |            |  |      |       |       |
|  | ADO Den Haag     | ADO Den Haag     | 1    | 1             |                  |                  |  |            |            |            |  |      |       |       |
|  | ADO Den Haag     |                  |      | 1             |                  |                  |  |            |            |            |  |      |       |       |
|  | Go Ahead Eagles  | 0                |      |               |                  |                  |  |            |            |            |  |      |       |       |

### Oitavas de Final
O sorteio para esta fase aconteceu no dia 14 de janeiro de 2023, com as partidas tendo sido jogadas nos dias 7, 8 e 9 de fevereiro de 2023.
| Equipe 1      | Resultado | Equipe 2        |
| ------------- | --------- | --------------- |
| NAC Breda     | 1–2       | Heerenveen      |
| Feyenoord     | 4–4(5–3p) | NEC             |
| De Graafschap | 3–0       | De Treffers     |
| Twente        | 0–1       | Ajax            |
| AZ Alkmaar    | 1–2 (pro) | Utrecht         |
| Spakenburg    | 1–1(4–1p) | Katwijk         |
| PSV Eindhoven | 3–1       | Emmen           |
| ADO Den Haag  | 1–0       | Go Ahead Eagles |

### Quartas de Final
O sorteio para esta fase aconteceu no dia 11 de fevereiro de 2023, com as partidas tendo sido jogadas entre 28 de fevereiro e 2 de março de 2023.
| Equipe 1      | Resultado | Equipe 2     |
| ------------- | --------- | ------------ |
| Heerenveen    | 0–1       | Feyenoord    |
| De Graafschap | 0–3       | Ajax         |
| Utrecht       | 1–4       | Spakenburg   |
| PSV Eindhoven | 3–1       | ADO Den Haag |

### Semifinais
As partidas aconteceram nos dias 4 e 5 de abril de 2023.
| Equipe 1   | Resultado | Equipe 2      |
| ---------- | --------- | ------------- |
| Feyenoord  | 1–2       | Ajax          |
| Spakenburg | 1–2       | PSV Eindhoven |

### Final
| 30 de abril de 2023 | Ajax            | 1 – 1     | PSV Eindhoven | Estádio De Kuip, Roterdão  |
| 13:00 (UTC+2)       | Branthwaite 42' | Relatório | Hazard 67'    | Árbitro: NED Dennis Higler |

|                                    |     | Penalidades                           |  |
| Tadić Brobbey Timber Godts Álvarez | 2–3 | Hazard Ramalho Sangaré El Ghazi Silva |  |

## Premiação
| Copa dos Países Baixos de 2022–23 Copa KNVB de 2022–23 |
| Bandeira de Brabante do Norte                          |
| ------------------------------------------------------ |
| PSV Eindhoven Campeão (11° título)                     |